# 瓦巴索海灘 (佛羅里達州)
瓦巴索海灘（英語：Wabasso Beach）是位於美國佛羅里達州印第安河縣的一個人口普查指定地區。

## 地理
瓦巴索海灘的座標為27°45′36″N 80°24′04″W / 27.76000°N 80.40111°W，而該地最高點為海拔高度3米（即10英尺）。

## 人口
根據2010年美國人口普查的數據，瓦巴索海灘的面積為3.10平方千米，當中陸地面積為3.10平方千米，而水域面積為0.00平方千米。當地共有人口1853人，而人口密度為每平方千米597人。